# Проклятие Минервы
«Проклятие Минервы» (англ. The Curse of Minerva) — сатирически-обличительная поэма Байрона, датированная 17 марта 1811 года.
Обличительное стихотворение было написано во время пребывания поэта в Афинах, откуда лорд Элгин варварски вывез мраморы Парфенона.

## История
Ранее Байрон обращался к теме разграбления афинского храма в поэме «Паломничество Чайльд Гарольда», где Эльджин был единственным, удостоенным персонального обвинения. В начале II песни Байрон пишет:
Но кто же, кто к святилищу Афины

Последним руку жадную простер?

Кто расхищал бесценные руины,

Кто самый злой и самый низкий вор?

Пусть Англия, стыдясь, опустит взор!
В многочисленных примечаниях к поэме Байрон прямо называет лорда по имени, в «Проклятие Минервы» он уже непосредственно вставляет его имя в строки, сравнивая его с готом Аларихом. Ранее уже бытовал латинский каламбур «Quod non fecerunt goti, fecerunt scoti» — «что не сделали готы, сделали скотты», подразумевавший шотландское происхождение лорда.
Сатира на могущественного лорда полностью не была опубликована при жизни поэта. Издание, сделанное Дависоном в 1812 г., не было пущено в продажу, но книжка все равно разошлась, и сочинение стало известным современникам. Также оно было в 1815 году пиратски напечатанным в Филадельфии, по словам Байрона «воровским образом и по негодному списку». Вслед за американским выпуском этот вариант перепечатал лондонский журнал и позже отдельная брошюра.
Примеру Байрона последовали другие любители Греции, также обличавшие грабеж Эльджина — в 1820 г. Дж. Голт опубликовал поэму «Афинаида», Дж. и X. Смиты в 1813 г. опубликовали поэму «Парфенон», также полную нападок на лорда.

## Содержание
Произведение предваряется эпиграфом на латинском языке, взятом из заключительных строк «Энеиды»:
«Ты ли, одетый в доспех, с убитого сорванный друга,

Ныне уйдешь от меня? Паллант моею рукою

Этот наносит удар, Паллант за злодейство взимает

Кровью пеню с тебя!»
Стихотворение содержит 312 строк.

### Переводы
Существует несколько переводов стихотворения на русский язык:
- Николай Гербель (1882)[4][5]
- А. Л. Соколовский (1905)[2][6]
- Михаил Зенкевич (1953[7])

Отрывки из советского перевода:
Причину хочешь знать? Взгляни вокруг.

Ведь меньшие мне причинили раны

Пожары, войны, варвары, тираны -

Грабителей турецких, готских злей

Пришел грабитель из земли твоей! (…)

Всем показали грабежа пример

Король вестготов и шотландский пэр!

Один добычу взял, как победитель,

Другой её похитил, как грабитель! (…)

Что сделал Кекропс, чем Перикл велик,

Что в век упадка Адриан воздвиг,

То после них Аларих, Эльджин, — двое

Грабители свершили остальное… (…)

Столетиям грядущим в поученье

Пусть станет он на пьедестал презренья:

Не одного его возмездье ждет,

Оно постигнет также твой народ!

Британия сама его учила

Так поступать, когда есть власть и сила.